# Nanyang, Zhangping
Nanyang (kinesiska: 南洋) är en köping i sydöstra Kina. Den ligger i Zhangping i staden Longyan i provinsen Fujian, omkring 210 kilometer väster om provinshuvudstaden Fuzhou. Antalet invånare är 5 277. Befolkningen består av 2 581 kvinnor och 2 696 män. Barn under 15 år utgör 13,0 %, vuxna 15-64 år 72 %, och äldre över 65 år 14,0 %.